# 佩羅沃站
佩羅沃站（羅馬化：Perovo）是莫斯科地鐵加里宁-松采沃线的一個車站，開通於1979年12月30日，站名來自於佩羅沃區。佩羅沃站的日均客流量數是49300人。